# Andrzej Wałkówski
Andrzej Wałkówski (ur. 16 października 1959 we Wrocławiu) – polski historyk i bibliolog, mediewista, profesor nauk humanistycznych.

## Życiorys
W 1978 roku ukończył IX LO im. Juliusza Słowackiego we Wrocławiu. W latach 1978–1984 studiował historię na Uniwersytecie Wrocławskim. Stopień magistra uzyskał 12 lutego 1983 roku na podstawie pracy Najstarszy kopiarz lubiąski, która otrzymała 17 grudnia 1984 roku III nagrodę Naczelnego Dyrektora Archiwów Państwowych z okazji VI Tygodnia Archiwów Polskich. Doktoryzował się 28 czerwca 1989 roku w Instytucie Historycznym Uniwersytetu Wrocławskiego na podstawie pracy Dokumenty i kancelarie książąt legnickich do końca XIII wieku, której promotorem był prof. zw. dr hab. Wacław Korta. Stopień naukowy doktora habilitowanego uzyskał w 1998 roku w oparciu o rozprawę Skryptoria cystersów filiacji portyjskiej na Śląsku do końca XIII wieku. W 1999 roku opracowanie to uhonorowano nagrodą Ministra Edukacji Narodowej. Decyzją prezydenta RP z dnia 17 listopada 2011 roku otrzymał tytuł naukowy profesora nauk humanistycznych.
W roku 1982 rozpoczął pracę w Archiwum Państwowym we Wrocławiu na stanowisku młodszego archiwisty, a od 1983 w Oddziale Rękopisów Biblioteki Uniwersyteckiej we Wrocławiu jako bibliotekarz. W latach 1986–1999 pracował w Instytucie Historii Uniwersytetu Zielonogórskiego (ówczesnej Wyższej Szkoły Pedagogicznej) na stanowiskach asystenta, adiunkta oraz profesora. W latach 1999–2003 był zatrudniony jako profesor na Uniwersytecie Jana Kochanowskiego (ówczesnej Akademii Świętokrzyskiej), w Filii w Piotrkowie Trybunalskim. Od roku 2003 do 2010 był profesorem na Uniwersytecie Warmińsko–Mazurskim w Olsztynie, w Instytucie Historii i Stosunków Międzynarodowych, w którym kierował Pracownią Edytorstwa, Archiwistyki i Informatyki Historycznej. Od roku 2009 został zatrudniony na stanowisku profesora w Katedrze Bibliotekoznawstwa i Informacji Naukowej (obecnie Katedra Informatologii i Bibliologii) Uniwersytetu Łódzkiego, początkowo na drugim etacie, a od 2010 na pierwszym. Ponadto był stypendystą Fundacji Heinricha Hertza w 1994 roku na Uniwersytecie w Münster pod naukową opieką prof. Ilpo Tapani Piirainena.
Zajmuje się dziejami średniowiecznej kancelarii książąt śląskich (linii legnickiej), cysterskimi skryptoriami (klasztorów w Lubiążu, Henrykowie, Kamieńcu Ząbkowickim, Krzeszowie, Trzebnicy oraz Mogile).
Interesuje się także metodami komputerowymi w badaniach źródłoznawczych – jest współtwórcą specjalistycznych baz danych dla średniowiecznych dokumentów i kodeksów (Diploma, Codex) oraz ogólnego programu pozwalającego na gromadzenie materiału z literatury i źródeł – Fiszka. Ponadto w obrębie jego badań leżą dzieje i związki biskupstwa lubuskiego z Królestwem Polskim.
W latach 1994–1996 kierował projektem badawczym KBN Skryptoria cystersów na Śląsku do końca XIII wieku (filiacja Pforty). Natomiast w latach 2005–2009 kierował grantem: Problematyka warsztatu historyka: metodologia badań historycznych, archiwistyka i informatyka historyczna, w ramach obszaru badawczego: Technologie komputerowe w tworzeniu baz danych w naukach humanistycznych na Uniwersytecie Warmińsko–Mazurskim w Olsztynie. Od roku 2015 kierował w Uczelni Nauk Społecznych w Łodzi grantem: Skryptorium klasztoru cystersów w Mogile do początków XVI wieku.
Wydał sześć książek, 56 artykułów oraz 31 recenzji i artykułów recenzyjnych publikowanych m.in. na łamach „Naszej Przeszłości”, „Studiów Historycznych”, „Studiów Źródłoznawczych” i „Echa Przeszłości” oraz „Archiwa Biblioteki i Muzea Kościelne”.
W latach 2005–2010 był członkiem Uniwersyteckiej komisji Akredytacyjnej. W roku 1983 został członkiem Polskiego Towarzystwa Historycznego, a od 1987 Centre Europeen de Recherches sur les Congregation et Ordres Religieux. Od roku 2013 jest Doradcą ds. Strategii Rozwoju Uczelni Nauk Społecznych z Łodzi.
Wypromował dwóch doktorów oraz był recenzentem w 19 przewodach doktorskich w różnych ośrodkach akademickich (m.in. Wrocław, Toruń, Gdańsk, Olsztyn, Zielona Góra).
Żonaty z pedagog Urszulą Wałkówską.
W 2019 roku otrzymał Złoty Medal za Długoletnią Służbę.

## Wybrane publikacje

### Książki
- Dokumenty i kancelaria księcia Bolesława II Rogatki, Zielona Góra 1991;
- Dokumenty i kancelaria księcia legnickiego Henryka V Grubego, Wrocław 1991;
- Skryptoria cystersów filiacji portyjskiej na Śląsku do końca XIII wieku, Zielona Góra – Wrocław 1996;
- Skryptorium klasztoru cystersów w Mogile do końca XIII wieku, Łódź 2009;
- Zbigniew Domżał, Andrzej Wałkówski, Imię róży inaczej ... W tajemniczym świecie pisarzy i rękopisów klasztoru cystersów w Mogile do początków XVI wieku, Łódź 2016.

### Artykuły
- Andrzej Wałkówski, Najstarszy kopiarz lubiąski, „Acta Universitatis Wratislaviensis”, No 800, Historia 50, 1985, s. 163–221;
- Czy biskup lubuski Wawrzyniec był mnichem lubiąskim? Próba odpowiedzi na podstawie analizy jego dokumentów, w:, Z dyplomatyki i heraldyki dawnego biskupstwa lubuskiego, Colloquia Lubuskie, Zielona Góra – Gorzów Wielkopolski 1994, s. 21–71;
- Bogdan Tropak, Andrzej Wałkówski, Diploma – program do badań komputerowych nad średniowiecznymi kancelariami i skryptoriami, w: Tradycje i perspektywy nauk pomocniczych historii w Polsce Materiały z sympozjum w Uniwersytecie Jagiellońskim dnia 21 – 22 października 1993 Profesorowi Zbigniewowi Perzanowskiemu przypisane, red. Mieczysław Rokosz, Kraków 1995, s. 283–292;
- Zastosowanie komputerów w źródłoznawstwie historycznym, w: Przełomy w historii. XVI Powszechny Zjazd Historyków Polskich, Wrocław 15 – 18 września 1999 roku, t. III,cz. 1, Toruń 2001, s. 217–233;
- Biblioteka klasztorna jako miejsce pracy średniowiecznego uczonego. Rozważania na tle badań piśmiennictwa cystersów, „Archiwa Biblioteki i Muzea Kościelne”, t. 83, 2005, s. 105–138;
- Bogdan Tropak, Andrzej Wałkówski, „Fiszka” – program bazowy do wspomagania badań historycznych, w: Metody Komputerowe w Badaniu i Nauczaniu Historii, red. Bohdan Ryszewski i Krzysztof Narojczyk, Olsztyn 2005, s. 15–21;
- Bogdan Tropak, Andrzej Wałkówski, Średniowieczna twórczość w komputerze. „Codex 2" – program bazowy do badań ksiąg średniowiecznych, w: Ad Fontes. Studia ofiarowane Księdzu Profesorowi Alojzemu Szorcowi w siedemdziesięciolecie urodzin, red. Zoja Jaroszewicz – Pieresławcew i Irena Makarczyk, Olsztyn 2006, s. 423–430;
- Pons evolabilis z Ziemi Lubuskiej do Polski, w: Nowa Marchia. Prowincja zapomniana – Ziemia Lubuska – wspólne korzenie, Gorzów Wielkopolski 2013, s. 9–35.

### Redakcje naukowe
- Piśmiennictwo pragmatyczne w Polsce do końca XVIII wieku na tle powszechnym, Olsztyn 2006 [druk 2007], redakcja wspólnie z Janem Gancewskim;
- Biblioteki i skryptoria cysterskie na Pomorzu. Pelplin 23 – 25 maja 2008, Pelplin 2010, redakcja wspólnie z Alicją Słyszewską i ks. Anastazym Nadolnym;
- Duchowieństwo i laicy, red. Andrzej Wałkówski, Warszawa 2010;

Od roku 2009 jest członkiem redakcji czasopisma naukowego – Edukacja Zdrowotna, a od roku 2015 Universitas Gedanansis.